# Lew Alexejewitsch Lobodin
Lew Alexejewitsch Lobodin (russisch Лев Алексеевич Лободин, engl. Transkription Lev Lobodin; * 1. April 1969 in Rossosch in der Oblast Woronesch) ist ein ehemaliger Zehnkämpfer. Mit 25 Zehnkämpfen über 8000 Punkten gehört der bei einem Wettkampfgewicht von 93 kg 1,88 m große Lobodin zu den konstantesten Zehnkämpfern. Dreimal in Folge gewann er von 1994 bis 2002 Bronze bei den Europameisterschaften. Neben einer Bronzemedaille bei den Halleneuropameisterschaften 1998, gewann er eine Silbermedaille und zwei Bronzemedaillen bei Hallenweltmeisterschaften.
Lew Lobodin begann seine Karriere in der Sowjetunion. 1992 startete er für die Gemeinschaft Unabhängiger Staaten. Von 1993 bis 1996 trat er für die Ukraine an. Seit 1997 startete er für Russland.

## Sportliche Karriere

### Karriere bis 1996 für die Ukraine
1991 übertraf Lobodin als Sieger bei der Ukrainischen Meisterschaft in Kiew mit 8018 Punkten erstmals die 8000-Punkte-Marke. Bei den Leichtathletik-Halleneuropameisterschaften 1992 in Genua wurde der Siebenkampf für Männer als Demonstrationswettbewerb ausgetragen. Es gewann der Franzose Christian Plaziat vor dem Tschechoslowaken Robert Změlík, Lobodin belegte mit 5987 Punkten den sechsten Platz.
Auch bei den Leichtathletik-Hallenweltmeisterschaften 1993 in Toronto wurde der Siebenkampf als Demonstrationswettbewerb ausgetragen. Der US-Amerikaner Dan O’Brien stellte mit 6476 Punkten einen neuen Weltrekord auf, hinter dem Kanadier Mike Smith und dem damals für Weißrussland antretenden Eduard Hämäläinen wurde Lobodin mit 6017 Punkten Vierter. In der Freiluftsaison 1993 verbesserte Lobodin als Sechster beim Mösle Mehrkampf-Meeting in Götzis seine Zehnkampf-Bestleistung auf 8156 Punkte.
Bei den Halleneuropameisterschaften 1994 in Paris-Bercy wurde der Siebenkampf erstmals offiziell ausgetragen. Lobodin brach den Wettbewerb nach einem Salto Nullo im Stabhochsprung ab. In Helsinki bei den Leichtathletik-Europameisterschaften 1994 gewann der Franzose Alain Blondel vor dem Schweden Henrik Dagård. Mit 8201 Punkten erkämpfte sich Lobodin die Bronzemedaille vor dem Titelverteidiger Christian Plaziat. Bei den Leichtathletik-Weltmeisterschaften 1995 in Göteborg erreichte Lobodin 8196 Punkte und belegte damit den siebten Rang. Beim Einladungsmeeting in Talence zum Saisonende 1995 verbesserte Lobodin seine Bestleistung auf 8286 Punkte. Diese Marke verbesserte er 1996 in Götzis auf 8315 Punkte. Bei den Olympischen Spielen 1996 in Atlanta gab Lobodin nach dem ersten Tag auf.

### Karriere ab 1997 für Russland
In der Hallensaison 1997 trat Lobodin nur bei den Russischen Meisterschaften in Lipezk an und gewann mit neuer persönlicher Bestleistung von 6196 Punkten seinen ersten Russischen Meistertitel. Nach 8184 Punkten in Götzis scheiterte Lobodin bei den Weltmeisterschaften 1997 in Göteborg erneut mit einem Salto Nullo im Stabhochsprung. Beim Saisonausklang in Talence verpasste Lobodin mit 7999 Punkten dann auch noch die 8000-Punkte-Marke.
Die Hallensaison 1998 begann Lobodin mit einem dritten Platz beim Einladungswettkampf in Tallinn. Bei den Halleneuropameisterschaften in Valencia wurde er mit 6226 Punkten ebenfalls Dritter hinter dem Polen Sebastian Chmara und dem Ungarn Dezső Szabó. In Götzis verbesserte Lobodin seine Zehnkampfbestleistung auf 8414 Punkte. Bei den Europameisterschaften 1998 in Budapest absolvierte Lobodin mit 8571 Punkten seinen besten Zehnkampf überhaupt. Damit Lag er 96 Punkte hinter dem Esten Erki Nool und 16 Punkte hinter dem für Finnland startenden Hämälainen. Hinter dem Isländer Jón Arnar Magnússon folgten auf den Plätzen 5 und 6 die beiden Tschechen Tomáš Dvořák und Roman Šebrle.
1999 wurde Lobodin erneut Dritter in Tallinn, bei den Hallenweltmeisterschaften in Maebashi platzierte er sich mit 6153 Punkten als Sechster. In Götzis wurde er mit 8427 Punkten Dritter. Bei den Weltmeisterschaften in Sevilla erreichte Lobodin 8494 Punkte und Platz 5. Zur Bronzemedaille des US-Amerikaners Chris Huffins fehlten ihm 53 Punkte. Nachdem er die Hallensaison ausgelassen hatte und in Götzis vor dem Stabhochsprung aufgab, war der Zehnkampf bei den Olympischen Spielen 2000 in Sydney Lobodins erster vollständiger Zehnkampf nach Sevilla. Mit 8071 Punkten belegte er den 13. Platz.
2001 wurde Lobodin mit 6196 Punkten Zweiter in Tallinn. Bei den Hallenweltmeisterschaften in Lissabon belegte er mit 6202 Punkten den dritten Platz hinter Roman Šebrle und Jon Arnar Magnusson. In Götzis erreichte er als Vierter 8465 Punkte. Bei den Weltmeisterschaften in Edmonton erkämpfte sich Lobodin 8352 Punkte und den fünften Platz. Auf den Bronzerang des Briten Dean Macey hatte er allerdings über 250 Punkte Rückstand.
Nachdem Lobodin in Tallinn 2002 den Siebenkampf abbrechen musste, ließ er Götzis aus und startete in Ratingen mit 8433 Punkten in die Saison. Bei den Europameisterschaften in München brachten ihm 8390 Punkte seine dritte Bronzemedaille bei Europameisterschaften. 400 Punkte hinter Šebrle und nur 48 Punkte hinter Nool hatte Lobodin seinerseits 52 Punkte Vorsprung auf Magnusson. 
2003 gewann Lobodin in Moskau mit 6412 Punkten seine zweite Russische Meisterschaft. Bei den Hallenweltmeisterschaften in Birmingham hätte ihm diese Punktzahl zum Sieg gereicht. Er erreichte in Birmingham 6297 Punkte und gewann Silber hinter Tom Pappas, lag aber über hundert Punkte vor Šebrle. Bei den Weltmeisterschaften in Paris/Saint-Denis gewann Pappas vor Šebrle, Lobodin wurde mit 8198 Punkten Sechster. 
Mit 6149 Punkten gewann Lobodin 2004 seinen dritten Russischen Titel. Bei den Hallenweltmeisterschaften in Budapest gewann Šebrle vor Bryan Clay, Lobodin gewann mit 6203 Punkten seine letzte internationale Medaille. In Götzis absolvierte Lobodin mit 8240 Punkten seinen 25. und letzten 8000-Punkte-Wettkampf. Bei den Olympischen Spielen in Athen gab er nach zwei Disziplinen auf.

### Bestleistungen in den Einzeldisziplinen
| 100 m           | 10,66 s     | (2001 in Götzis)   |
| Weitsprung      | 7,56 m      | (1999 in Götzis)   |
| Kugelstoßen     | 16,30 m     | (2002 in Ratingen) |
| Hochsprung      | 2,10 m      | (1991 in Kiew)     |
| 400 m           | 48,39 s     | (1996 in Götzis)   |
| 110 m Hürden    | 13,94 s     | (1999 in Götzis)   |
| Diskuswurf      | 49,44 m     | (2002 in Talence)  |
| Stabhochsprung  | 5,20 m      | (1998 in Budapest) |
| Speerwurf       | 59,00 m     | (1995 in Talence)  |
| 1500-Meter-Lauf | 4:29,95 min | (1991 in Sotschi)  |

Seine Bestleistung von 8571 Punkten stellte Lobodin 1998 in Budapest auf.